# Á điểu
Á điểu (Danh pháp khoa học: Enantiornithes) là một nhóm các loài chim tiền sử đã tồn tại và tuyệt chủng trong Đại Trung sinh, chúng được phân loại bao gồm 05 họ chim khác nhau ở thời kỳ tiền sử và được biết đến qua các hóa thạch khai quật được.

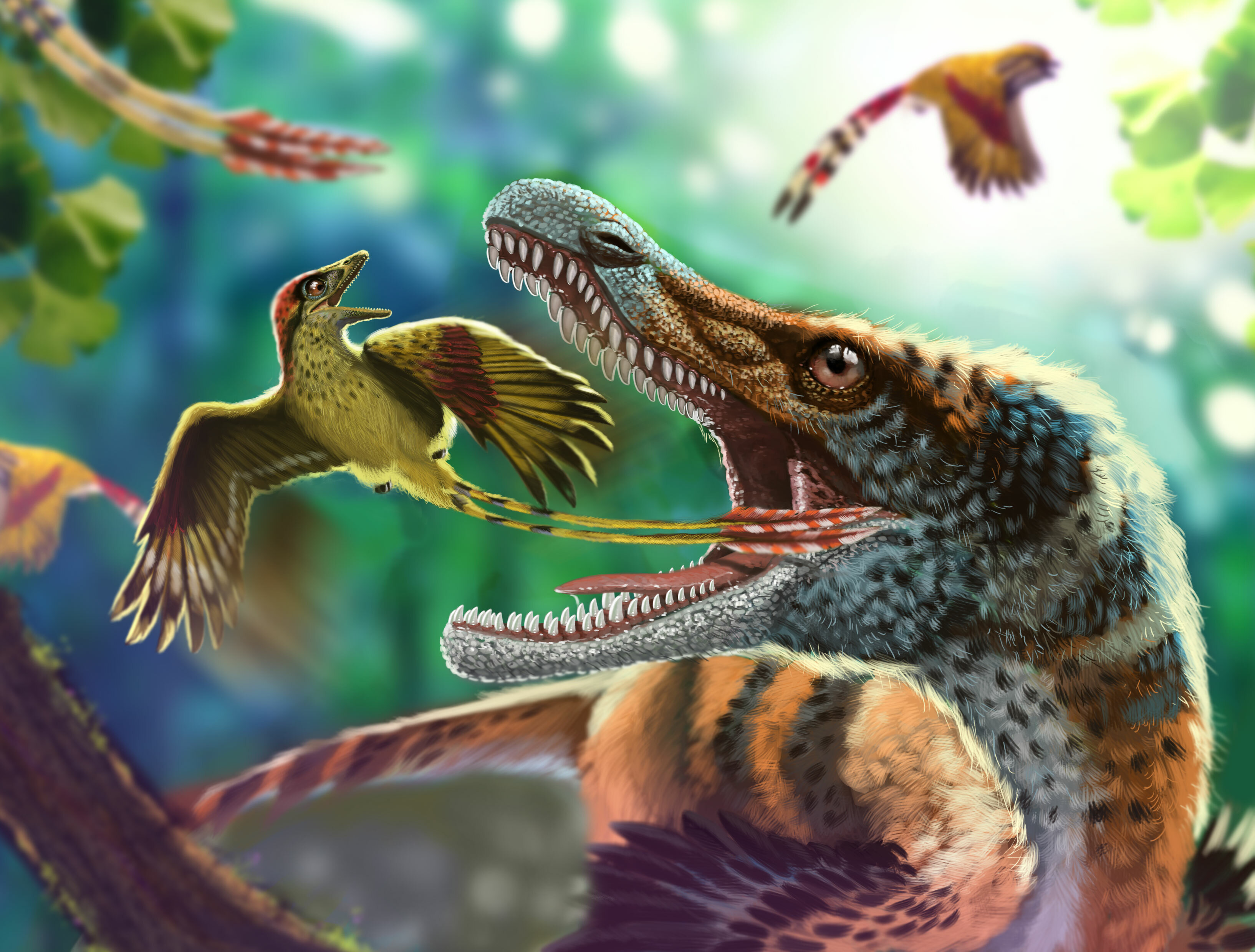
Chim tiền sử và khủng long

## Phát hiện
Một bằng chứng mới nhất là xác con chim 100 triệu năm tuổi trong hổ phách được tìm thấy ở Myanmar, con chim non còn nguyên vẹn bị mắc kẹt trong hổ phách, với giả thiết nó bị rơi vào một vũng nhựa rỉ ra từ một cây lá kim ở Myanmar. Hiện vật cho thấy chi tiết rõ ràng nhất mà giới khoa học từng biết về đầu, cổ, cánh, đuôi, chân và lông của loài chim đã tuyệt chủng, sống ở thời khủng long.
Con chim cổ có thể giống với loài chim hiện đại, nhưng có xương vai lạ. Chúng có móng vuốt trên đôi cánh, hàm và hàm răng chứ không phải là những cái mỏ, mà chưa phát triển ở bất cứ loài chim nào. Nhóm chim này này đã tuyệt chủng cùng với khủng long 66 triệu năm trước. Loài chim này được cho là đã tiến hóa khoảng 150 triệu năm trước. Miếng hổ phách chứa con chim quý hiếm này đã được một viện bảo tàng ở Trung Quốc thu thập vài năm trước.